# جولای سرسرخ
جولای سرسرخ (نام علمی: Anaplectes rubriceps) نام یک گونه از تیره مرغ جولا است.